# Гранд-Кі-Сіті
Гранд-Кі-Сі́ті (англ. Grand Cay City) — місто та адміністративний центр району Гранд-Кі в складі Багамських Островів. Місто розташоване в західній частині острова Малий Гранд-Кі.